# Brad Lesley
Bradley Jay „Brad“ Lesley (* 11. September 1958 in Turlock, Kalifornien; † 27. April 2013 in Marina del Rey, Kalifornien) war ein US-amerikanischer Baseballspieler in der Major League Baseball (MLB) auf der Position des Pitchers.
Er spielte von 1982 bis 1985 bei den Cincinnati Reds und Milwaukee Brewers. Lesley war für seinen aggressiven Stil sich selbst zu motivieren bekannt und hatte daher den Spitznamen The Animal (das Tier). Außerhalb der USA wurde er vor allem durch sein Mitwirken in der japanischen Spielshow Takeshi’s Castle als Animaru „Animal“ Resuri bekannt. Er kam zu der Fernsehsendung, nachdem er zwei Spielzeiten bei den Hankyu Braves in der japanischen Pacific League spielte. Danach hatte er weitere Rollen und Auftritte in verschiedenen Filmen. Unter anderem an der Seite von Takeshi Kitano, der auch den Fürsten Takeshi in Takeshi’s Castle verkörperte, spielte er 2000 in dem japanischen Film Brother mit. Außerdem hatte er eine Gastrolle in dem US-amerikanischen Film Mr. Baseball von 1992 mit Tom Selleck in der Hauptrolle. 1996 war er auf Wunsch von Michael Jordan in Space Jam zu sehen.
Lesley war mit der Japanerin Chiho Svimonoff verheiratet, mit der er einen gemeinsamen Sohn hatte. Die Ehe wurde geschieden. Zuletzt lebte er in Los Angeles und arbeitete für die San Francisco Giants als Jugendtrainer.
Am 27. April 2013 starb Lesley im Alter von 54 Jahren an Nierenversagen.